# Royal Herakles HC
Maillots
L' Herakles est un club belge de hockey sur gazon.

## Palmarès de l'équipe masculine
- Champion de Belgique (1) : 1998
- Coupe de Belgique (3) : 1959, 2009, 2010